# Rannungen
Rannungen là một đô thị ở huyện Bad Kissingen bang Bayern nước Đức. Đô thị Rannungen có diện tích 17,34 km², dân số thời điểm ngày 31 tháng 12 năm 2006 là 1218 người.